# Фатеж
Фате́ж — город (с 1779 года) в России, административный центр Фатежского района Курской области.
Образует одноимённое муниципальное образование город Фатеж со статусом городского поселения как единственный населённый пункт в его составе.
Население — 4592 человек (2024 год).

## Этимология
В источниках XVII — начала XVIII веков название селения писалось как Фотиж. Первоначальное его название реконструируется лингвистами как Хотежь. К концу XVIII века устоялась форма названия Фатеж. В устной речи XIX века название города звучало как Хватеж.

## География
Расположен в северной части Курской области на правом берегу реки Усожи при впадении в неё ручья Фатежика. Город занимает небольшую возвышенность, образованную двумя этими водотоками. Через Фатеж проходит автомобильная дорога М2 «Крым» (Е105). Расстояние до областного центра, города Курска — 45 км. Расстояние до Михайловского водохранилища на реке Свапа --26км.
В 35 км на восток от Фатежа находится железнодорожная станция Золотухино (ж. д. магистраль Москва — Симферополь).

## История

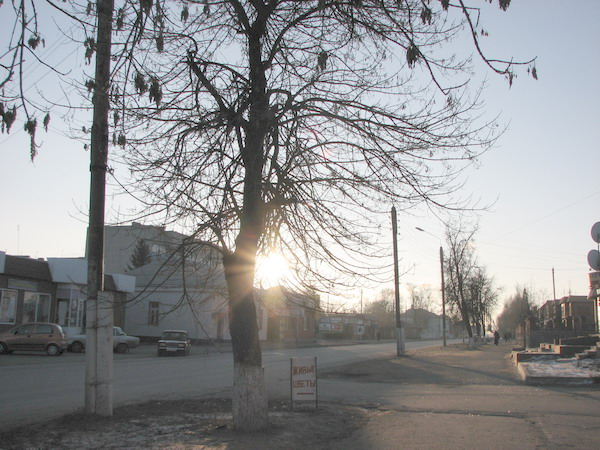
Фатеж. Одна из улиц.

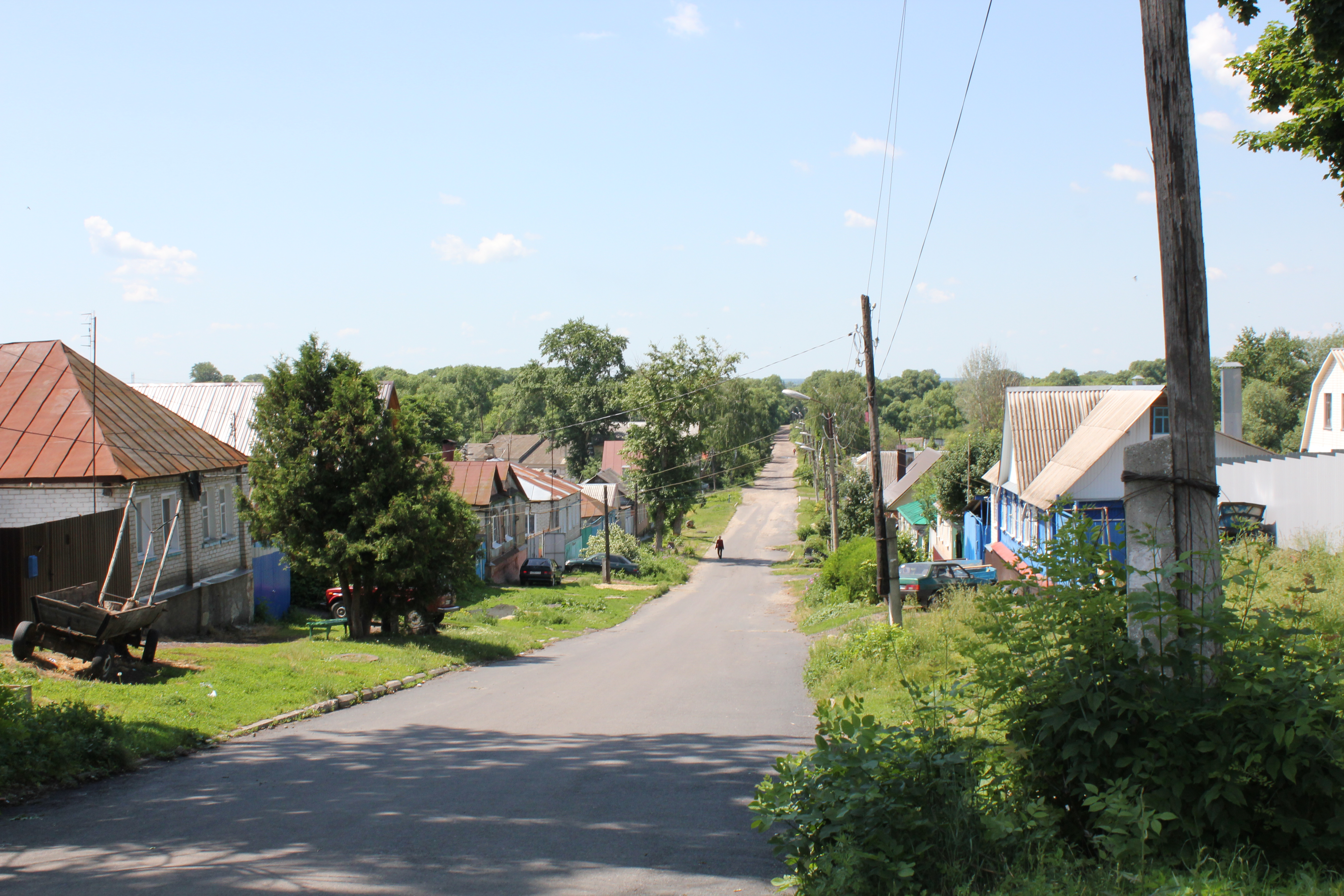
Фатеж

Земли по реке Усоже активно раздавались служилым людям в царствование Михаила Фёдоровича Романова (1613—1645). Местность под названием Фотижское верховье в Усожском стане Курского уезда упоминается в отказных книгах с 1641 года. Фатеж, как и многие другие селения Поусожья, возник в этот период как поселение служилых людей, охранявших южные рубежи Русского государства от набегов ногайцев и крымских татар.
В конце XVII века в Фатеже на берегу полноводной тогда Усожи был возведён оборонительный бастион. Фатеж представлял собой защищённое со всех сторон поселение: с севера и востока его окружал ручей Фатежик, с юга — река Усожа, с запада — болото, от болота до ручья Фатежика были сооружены вал и ров. На валу располагались 2 земляные пирамиды наподобие башен, через ров был перекинут мост.
К началу XVIII века границы Русского государства отодвинулись на юг: Фатеж и другие селения края утратили оборонительное значение, населявшие их служилые люди были переведены в сословие однодворцев.
По данным 1-й ревизии 1719 года Фотиж — это деревня в Усожском стане Курского уезда, населённая преимущественно однодворцами. В то время здесь было 33 двора, проживало 205 душ мужского пола, из которых 199 были однодворцами.
По данным 2-й ревизии 1744 года Фотиж был уже селом. К этому времени здесь была построен храм, освящённый в честь Николая Чудотворца. По сравнению с 1-й ревизией число жителей немного увеличилось. В селе проживали 217 душ мужского пола: 216 однодворцев и 1 крестьянин.
По указу Екатерины II об образовании Курской губернии от 23 мая 1779 года, село Фатеж было преобразовано в уездный город Фатеж. 8 января 1780 года был утверждён герб города Фатеж, составленный герольдмейстером Волковым. В верхнюю часть, как и положено, помещён был Курский герб. А внизу изображён щит, разделенный надвое: в одной части в красном поле ружье, а в другой — в зелёном поле золотая борона. Как счёл своим долгом подчеркнуть герольдмейстер, жители Фатежа были старинные воины, упражняющиеся в свободное время в хлебопашестве, в связи с чем в городском гербе военное орудие с орудиями тщательного хлебопашца соединено. В конце XVIII — начале XIX вв. в Фатеже торговали пенькой, зерном, мёдом, салом и воском. Основными занятиями населения до конца XIX века оставались сельское хозяйство и торговля.

Однодворцы трудились, распахивая всхолмлённую равнину, пробуждая к плодоносной силе вызолоченный глиной чернозём. (…) Славились на всю округу фатежские ярмарки, проводившиеся трижды в году: на Покров, да на зимнего и летнего Николу. Гусей, тёлок и овец сводили, продавали пеньку, щетину, хлеб, мёд, воск, шкурки заячьи. За конопляной пенькой приезжали купцы из Германии.— Владимир Ерохин («Литературная Россия» от 20 июля 1979 г.).

В 1818 году в Фатеже заложили новую церковь в честь Покрова Божией Матери на углу улиц Северной (Карла Маркса) и Тихой. Через 27 лет вдова купца Елизавета Харичкова в память о покойном муже и на его капиталы воздвигла рядом Тихвинский храм, ставший одним архитектурным ансамблем с Покровским.— Анатолий БИРЮКОВ Тайны фатежских подземелий
В 1856 году в городе насчитывалось 5 церквей, 309 домов, 112 лавок. В 1897 году было 2 православных каменных церкви, женская прогимназия, 2 начальных училища, земская больница. В XX веке в Фатеже развивается производство, включая пенькопрядильное, строятся заводы по переработке местных продуктов сельского хозяйства, но экономический подъём был оборван Гражданской войной.
13 сентября 1919 года город взяли наступающие на Москву части 2-го Корниловского ударного полка ВСЮР. 5 ноября 1919 года красная конница червонных казаков под командованием Примакова совершила набег на Фатеж и захватила город.

Во время Великой Отечественной войны Немецкая 3-я танковая дивизия 2-й танковой армии прорвала оборону советских войск северо-западнее Мценска, а 18-я танковая дивизия заняла Фатеж. Город был оккупирован немецко-фашистскими войсками с 22 октября 1941 года по 7 февраля 1943 года. В Фатежском районе (невдалеке от города) разместился штаб командующего Центральным фронтом генерал-полковника К. К. Рокоссовского. Журналист Владимир Ерохин («Литературная Россия» от 20 июля 1979 г.) писал: 
Мостить дороги было нечем. Рокоссовский приказал разобрать разрушенную церковь в Фатеже и пустить её на строительство дороги. По этим камням прошли войска и танки.
В 1966 году к городу была присоединена деревня Ульяновка, а в 1987 году — деревня 2-я Чаплыгина.
В 2005 году проведена реконструкция административного здания по улице Урицкого, где родился композитор Георгий Свиридов, под его мемориальный музей.

## Инфраструктура
- церковь иконы Божией Матери Тихвинской (1800, 1845)
- гостиница «Фатеж»
- Фатежская детская школа искусств

## Население
| 1856  | 1897  | 1913  | 1923  | 1926  | 1931  | 1939  | 1959  | 1970  | 1979  | 1989  | 1992  |
| ----- | ----- | ----- | ----- | ----- | ----- | ----- | ----- | ----- | ----- | ----- | ----- |
| 4700  | ↗6000 | ↗7500 | ↘3312 | ↘2700 | ↗4600 | ↘3417 | ↘3318 | ↗4779 | ↘4648 | ↗5712 | ↗5800 |
| 1996  | 1998  | 2000  | 2001  | 2002  | 2003  | 2005  | 2006  | 2007  | 2008  | 2009  | 2010  |
| ↗6000 | ↘5900 | →5900 | →5900 | ↘5710 | ↘5700 | ↘5400 | →5400 | ↘5300 | ↘5200 | ↘5142 | ↗5404 |
| 2011  | 2012  | 2013  | 2014  | 2015  | 2016  | 2017  | 2018  | 2019  | 2020  | 2021  | 2023  |
| ↘5400 | ↘5332 | ↗5773 | ↗5846 | ↗5922 | ↗5994 | ↗5999 | ↘5951 | ↗6044 | ↗6102 | ↘4691 | ↘4619 |
| 2024  |       |       |       |       |       |       |       |       |       |       |       |
| ↘4592 |       |       |       |       |       |       |       |       |       |       |       |

На 1 января 2025 года по численности населения город находился на 1080-м месте из 1124 городов Российской Федерации.
Национальный состав
По итогам переписи населения 2020 года проживали следующие национальности (национальности менее 0,1 % и другое, см. в сноске к строке «Другие»):
| Национальность | Численность, чел. | Доля     |
| -------------- | ----------------- | -------- |
| Русские        | 4580              | 97,63 %  |
| Армяне         | 36                | 0,77 %   |
| Украинцы       | 10                | 0,21 %   |
| Грузины        | 6                 | 0,13 %   |
| Другие         | 59                | 1,26 %   |
| Итого          | 4691              | 100,00 % |

## Экономика
Промышленные предприятия:
- Производство свинины
- Маслодельный завод
- Производство мясокостной муки
- Фатежский пищекомбинат
- Кирпичный завод

В соседнем с городом поселке Чермошной расположен экспериментальный комбинат детского питания, филиал компании «Вимм-Билль-Данн».
В городе широко распространено частное предпринимательство.

## Упоминания в искусстве
Писатель Василий Аксёнов в своей книге «Остров Крым» написал о советском периоде города Фатеж. Это остаётся пока самым значительным упоминанием Фатежа в литературе и искусстве.